# 1-я отдельная норвежская рота
1-я отдельная норвежская рота (англ. Norwegian Independent Company 1), сокращённо NOR.I.C.1 или Норисен (норв. Norisén) — норвежское подразделение, подчиненное Управлении специальных операций Великобритании. Считалось крупнейшим боеспособным подразделением норвежских антифашистов, прославилось благодаря большому количеству талантливых диверсантов, которые провели ряд операций. В честь своего первого командира, капитана Мартина Линге, называлась «ротой Линге».

## История
Образована в марте 1941 года. Первые рейды провела на Лофотен и Молёй в рамках двух крупных операций. Во второй из них был убит Линге, что не только не подавило боевой дух норвежцев, но и обозлило их. Среди их известных рейдов выделяются атака на Веморк и взрыв на железной дороге у Тхамсхавна. В кооперации с организацией сопротивления в Норвегии «Милорг» норвежская рота проводила разнообразные диверсии. К концу войны всего насчитывалось 64 агента из этой роты в Норвегии.
Солдаты роты были отмечены огромным количеством наград со стороны Великобритании, что, согласно мемуарам Макса Мануса, сделало это подразделение рекордсменом по количеству наград, полученным в годы Второй мировой войны. Также их неоднократно у себя принимал король Норвегии Хокон VII. В роте прослужили всего за войну 530 человек, 57 из них погибли при выполнении заданий.

## Отличившиеся бойцы роты
Бойцы, отмеченные государственными наградами Норвегии
- Альф Окре
- Карл Йохан Орсетхер
- Кнут Орсетхер
- Олав Орсетхер
- Ян Аллан
- Йоханнес Сигфрид Андерсен[англ.]
- Одд Андерсен
- Гуннар Бьолие
- Свейн Блиндхейм
- Ян Болсруд
- Эрик Емс-Онстад[англ.]
- Арне Естланд
- Грегерс Грам
- Эвальд Хансен[норв.]
- Нильс Улин Хансен
- Кнут Хёугланн
- Кнут Хаукелид
- Клаус Хелберг[англ.]
- Каспер Идланд
- Фредрик Кайзер[англ.]
- Арне Хьельструп
- Клаус Густав Мюрин Корен
- Ян Херман Линге[англ.]
- Мартин Линге
- Эрлинг Свен Лоренцен[англ.]
- Макс Манус
- Альф Молланн[англ.]
- Оскар Йохан Нордвик
- Херлуф Нюгорд[англ.]
- Мартин Ольсен
- Джордж Паркер
- Альв Кристиан Педерсен
- Бьёрн Педерсен
- Артур Певик[норв.]
- Джонни Певик[норв.]
- Йенс-Антон Поульссон[англ.]
- Биргер Расмуссен[норв.]
- Бой Рист[англ.]
- Йоахим Рённеберг
- Харальд Сандвик[англ.]
- Эйнар Скиннарлан
- Ингебёрг Скогхауг[норв.]
- Одд Стархейм[англ.]
- Инге Стеенсланд[англ.]
- Хьелл Стордален
- Ханс Стурхауг[англ.]
- Эскиль Стуве
- Гуннар Сёнстебю
- Эдвард Таллаксен[англ.]
- Антон Телнес
- Рагнар Ульстейн[англ.]
- Кнут Вигерт[англ.]
- Биргер Стрёмсхейм[англ.]